# Островское сельское поселение (Воронежская область)
Островское се́льское поселе́ние — муниципальное образование в Аннинском районе Воронежской области России.
Административный центр — село Островки.

## История
Сельское поселение образовано в 2004 году.
С 2004 до 2013 годы в поселение входила часть села Архангельское.

## Население
| 2000 | 2005  | 2010  | 2012  | 2013  | 2014 | 2015 | 2016 | 2017 |
| ---- | ----- | ----- | ----- | ----- | ---- | ---- | ---- | ---- |
| 2267 | ↘2017 | ↘1620 | ↘1604 | ↘1562 | ↘952 | ↘912 | ↘881 | ↘857 |
| 2018 | 2019  | 2020  | 2021  |       |      |      |      |      |
| ↗865 | ↗877  | ↘851  | ↘828  |       |      |      |      |      |

## Населённые пункты
В состав сельского поселения входят 3 населённых пункта:
| № | Населённый пункт | Тип населённого пункта | Население |
| - | ---------------- | ---------------------- | --------- |
| 1 | Кругловский      | посёлок                | ↘145      |
| 2 | Островки         | село                   | ↘727      |
| 3 | Суровский        | посёлок                | ↘109      |